# Oswald Chambers
Oswald Chambers (ur. 24 lipca 1874 w Aberdeen w Szkocji, zm. 15 listopada 1917 w Egipcie) – szkocki duchowny baptystyczny, nauczyciel akademicki, pisarz religijny, kapelan wojsk brytyjskich w Egipcie podczas I wojny światowej, autor jednej z najszerzej rozpowszechnionych ewangelikalnych książek religijnych pt. My Utmost for His Highest. Czołowy przedstawiciel Ruchu Świętości (Holiness Movement).

## Życiorys
Urodził się w rodzinie duchownego. Studiował w London Royal College of Art i na uniwersytecie w Edynburgu. W wieku 15 lat poświęcił się służbie ewangelizacyjnej. W 1897 został studentem Dunoon College w Danoon w Szkocji. Przyjął ordynację na duchownego. W 1901 rozpoczął działalność kaznodziejską, podróżując po Anglii, Irlandii, Szkocji, Stanach Zjednoczonych i Japonii. W 1911 zainicjował działalność Bible Training College w Londynie. W 1915 rozpoczął służbę kapelana YWCA na rzecz żołnierzy brytyjskich stacjonujących w Egipcie, gdzie zmarł w 1917 na skutek powikłań po zabiegu usunięcia ślepej kiszki. Został pochowany z pełnymi honorami oficerskimi.

## Oddziaływanie
Publikacje jego tekstów powstały na podstawie stenopisów wypowiedzi ustnych sporządzonych przez jego żonę Gartrudę (Biddy) Chambers. Najważniejszą książką Chambersa pozostaje zbiór codziennych rozważań religijnych My Utmost for His Highest, po raz pierwszy wydany w Anglii w 1927. Stał się wiodącym przedstawicielem Ruchu Świętości (Holiness Movement).

## Życie prywatne
Ożenił się 25 maja 1910 z Gertrudą (Biddy) Hobbs (zm. 1966). 24 maja 1913 urodziła się ich córka Kathleen (zm. 1997).